# Nethinius fulvescens
Nethinius fulvescens là một loài bọ cánh cứng trong họ Cerambycidae.